# 賓利慕尚
賓利慕尚（Bentley Mulsanne）是英國汽車公司賓利生產銷售的一款車型。車型名稱來自於賓利曾經五次奪冠的勒芒24小時耐力賽賽道的一個彎道名稱。賓利Mulsanne發布於2009年8月16日，並於2010年開始銷售。